# Achtkarspelen
Achtkarspelen (phát âmⓘ) là một đô thị ở tỉnh Friesland, phía bắc Hà Lan. Đô thị này được thành lập năm 2007 và thời điểm đó có dân số 28.151 người.

## Các trung tâm dân số
- Augustinusga (Stynsgea)
- Boelenslaan (Boelensloane)
- Buitenpost (Bûtenpost)
- Drogeham (Droegeham)
- Gerkesklooster-Stroobos (Gerkeskleaster-Strobos)
- Harkema (De Harkema)
- Kootstertille (Koatstertille)
- Surhuisterveen (Surhústerfean)
- Surhuizum (Surhuzem)
- Twijzel (Twizel)
- Twijzelerheide (Twizelerheide)

(tên Tây Frisia trong ngoặc nháy)